# Przywłaszczenie kulturowe

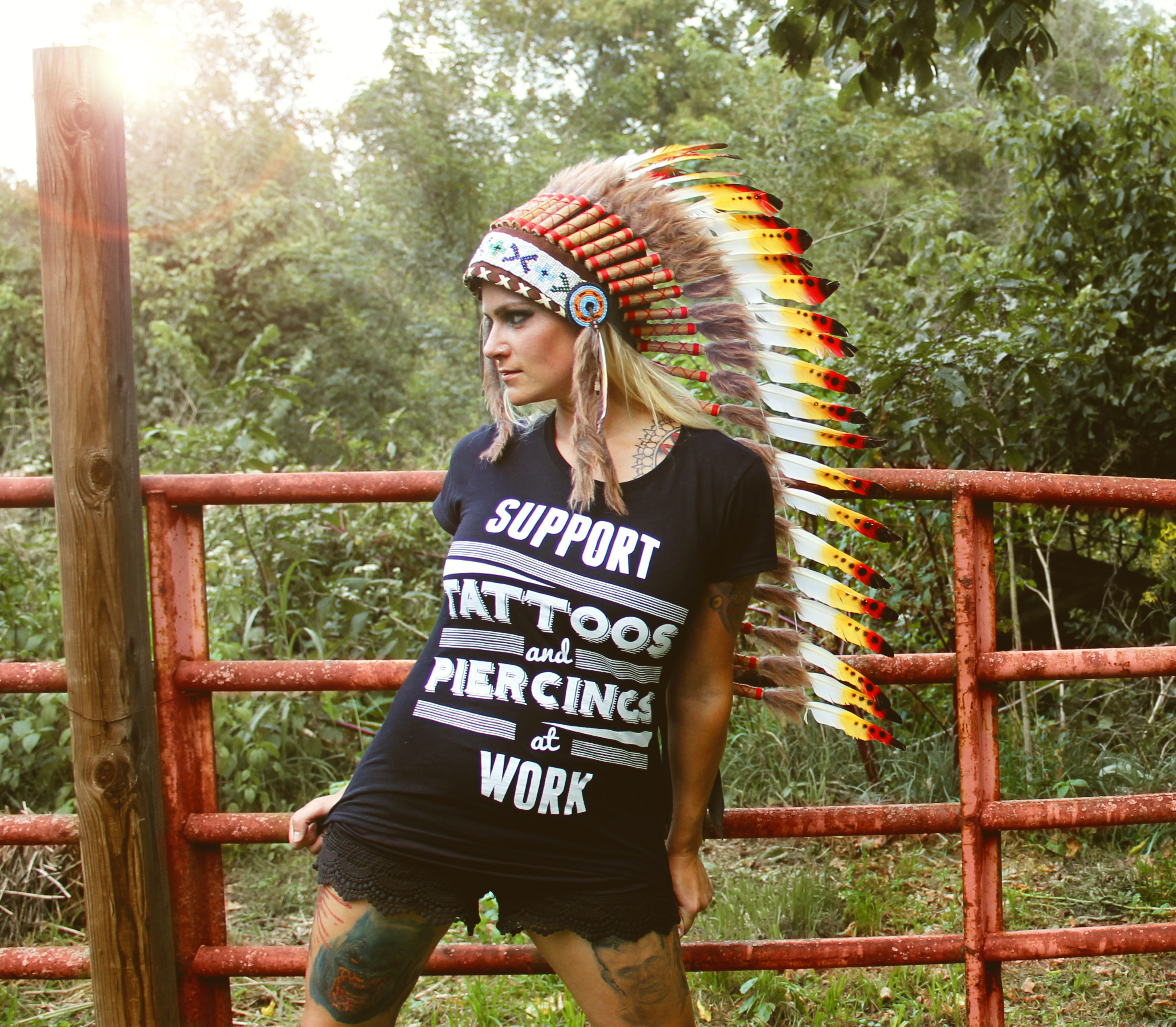
Noszenie pióropusza przez osoby z kultur, gdzie tradycyjnie się tego elementu nie wykorzystywało, uważane jest za przywłaszczenie kulturowe.

Przywłaszczenie kulturowe – wykorzystywanie dziedzictwa niematerialnego danej kultury przez członków innej kultury. Może ono dotyczyć tradycji, zwyczajów, symboli, w tym m.in. elementów ubioru, fryzur, muzyki, sztuki i rękodzieła, historii, mitologii, rytuałów. Określenie używane jest zazwyczaj w znaczeniu krytycznym: gdy elementy danej kultury są wykorzystywane bez jej pozwolenia, należytego zrozumienia lub szacunku, szczególnie w sytuacji, gdy to członkowie kultury dominującej przywłaszczają elementy kultur mniejszościowych.

## Opis

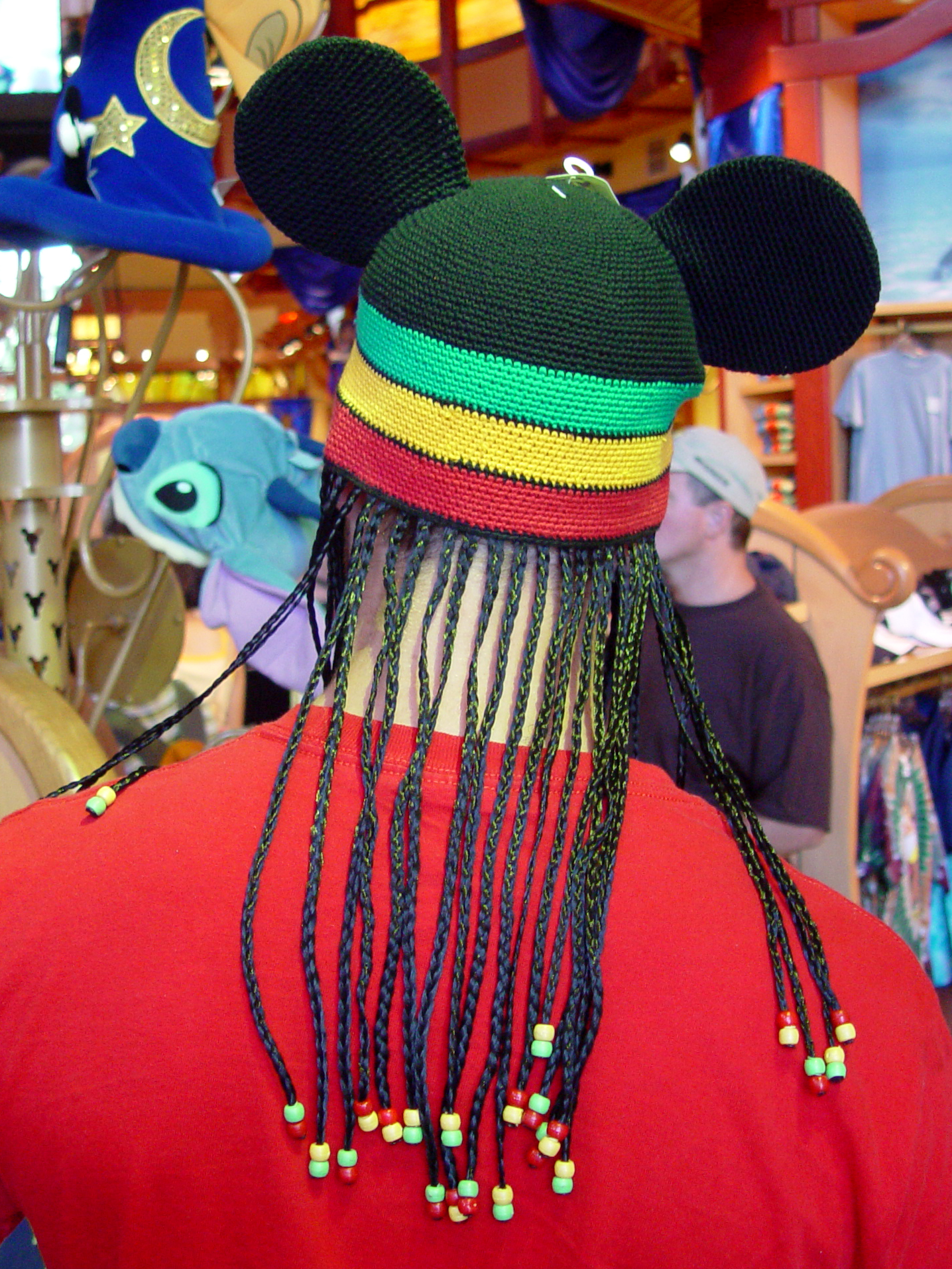
Elementy kultury rastafari w sklepie Disneya

Susan Scafidi, prawniczka z Fashion Law Institute specjalizująca się we własności intelektualnej w świecie mody, jako wyznacznik tego, czym jest przywłaszczenie kulturowe, przyjmuje zasadę trzech S: significance/sacredness (ang. „znaczenie/świętość”), source (ang. „źródło”) i similarity (ang. „podobieństwo”). Według niej przywłaszczeniem kulturowym nie będzie więc np. noszenie etnicznego rękodzieła, ale tylko w sytuacji, kiedy rozumie się noszone przez siebie symbole należące do innej kultury, kiedy kupuje się je bezpośrednio od jej przedstawicieli albo gdy inspiruje się nimi jedynie w nieznacznym stopniu. Scafidi podkreśla element nierówności społecznych: do przywłaszczenia kulturowego dochodzi najczęściej, gdy to kultura uprzywilejowana czerpie od tej znajdującej się w gorszej pozycji, szczególnie w sytuacji, gdy ta druga była wcześniej dyskryminowana za manifestowanie swojej tożsamości.

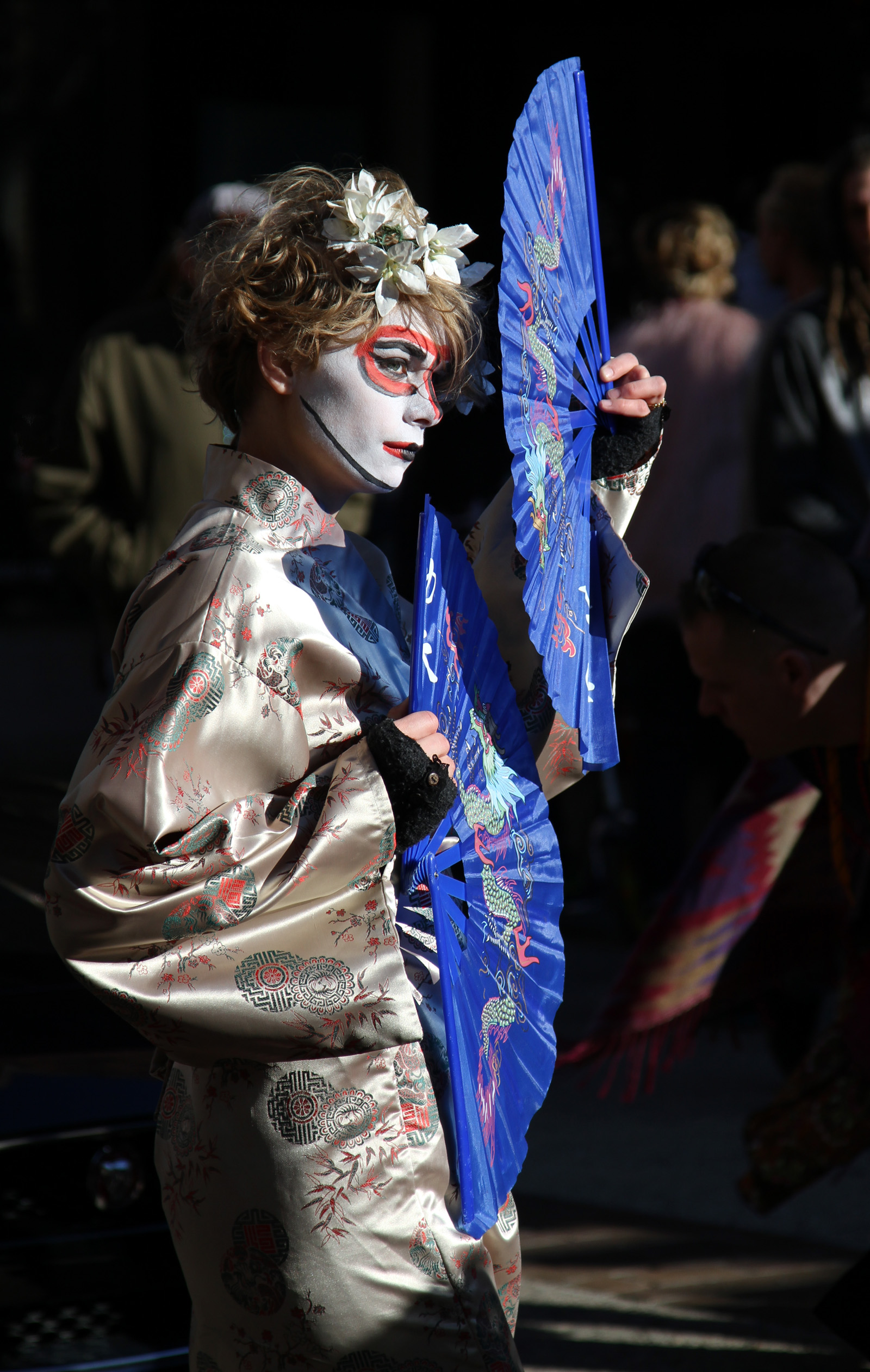
Kobieta przebrana za gejszę podczas Mardi Gras w Asheville

Przywłaszczenie może dotyczyć różnych elementów dziedzictwa kulturowego, do którego zwykło się zaliczać: przekaz ustny (opowiadania, eposy, legendy, baśnie ludowe, poezja, zagadki itp.), ekspresję muzyczną (pieśni ludowe, muzyka instrumentalna), twórczość (rysunki, obrazy, rzeźby, ceramika, mozaika, biżuteria, tkaniny, stroje itp.), działania i zachowania (taniec, ceremonie i rytuały, zwyczaje, kultura kulinarna itp.).
Przywłaszczenie kulturowe nie jest tym samym co wymiana kulturowa, do której dochodzi dobrowolnie, ani asymilacja, która polega na tym, że osoby z grup mniejszościowych przyjmują elementy kultury dominującej dla przetrwania lub poprawienia swoich szans.

## Historia terminu
Pojęcie pojawiło się w dyskusjach akademickich w latach 80. XX wieku, głównie na uniwersytetach w Stanach Zjednoczonych, a następnie w innych miejscach, gdzie istnieją duże skupiska ludności rdzennej. W 1989 roku poetka Lenore Keeshig, z grupy Anishinaabe z Kanady, napisała esej pt. Przestańcie kraść nasze historie, krytykujący przywłaszczanie głosu rdzennych społeczności przez pisarzy, filmowców i twórców reklam. Esej rozpoczął dyskusję na łamach dziennika „The Globe and Mail”, która doprowadziła do wydania w roku 1992 przez Związek Pisarzy Kanady rezolucji, w której sformułowano definicję przywłaszczenia kulturowego jako „zabieranie z kultury, która nie jest kulturą własną, własności intelektualnej, ekspresji kulturowej, artefaktów, historii i wiedzy”.

## Przywłaszczenie kulturowe w świetle prawa
Folklor wedle przepisów wielu krajów (w tym Polski) należy do domeny publicznej. Przepisy o ochronie praw autorskich chronią jedynie dzieła indywidualne, stworzone przez konkretnych twórców. W wielu krajach przywłaszczenie kulturowe jest jednak źle widziane przez opinię publiczną i poszczególne osoby oraz marki niejednokrotnie za nie przepraszały.
W sposób szczególny folklor chronią m.in. Algieria, Boliwia, Brazylia, Burkina Faso, Burundi, Chile, Ghana, Kenia, Kongo, Maroko, Meksyk, Mongolia, Namibia, Niger, Nigeria, Nikaragua, Papua-Nowa Gwinea, Paragwaj, Rwanda, Seszele, Tanzania, Togo, Tunezja, Zimbabwe. Konkretne zapisy i rozwiązania różnią się pomiędzy krajami. Np. w Ghanie w 2005 roku powołano Krajową Radę Folkloru, która udziela za opłatą zgody na korzystanie z elementów folkloru, środki są zaś przeznaczane na cele socjalne; w Republice Konga zgodę na wykorzystywanie elementów folkloru w celach komercyjnych podejmuje społeczność lokalna; z kolei w Nigerii dobra folkloru mogą być patentowane i rejestrowane jako znaki towarowe. W innych krajach (m.in. Arabia Saudyjska, Egipt, Jordania, Katar, Malawi, Sudan) prawami do folkloru dysponuje państwo.

## Przykłady
Przywłaszczenia kulturowe bywają wykorzystywane m.in. w modzie, reklamie, filmie, muzyce, sporcie i e-sporcie, turystyce, a także przy produkcji zabawek.

### Moda
Ludowe wzory były niejednokrotnie wykorzystywane przez znane marki, przy czym społeczności, z których dziedzictwa je skopiowano, nie miały zazwyczaj żadnego udziału w zyskach, np. firma Mango użyła w swojej kolekcji tradycyjnego haftu grupy Otomi, Zara wzorowała się na ubraniach z Aguacatenango w meksykańskim stanie Chiapas, marka Louis Vuitton skorzystała z elementów strojów Masajów, Isabel Marant wykorzystała wzór grupy etnicznej Mixe, KTZ skopiowało tradycyjne stroje Inuitów, Gucci zostało skrytykowane za włączenie do swojej kolekcji turbanów Sikhów, uważanych przez nich za święte, zaś Jean-Paul Gaultier w swojej kolekcji z 2007 roku posłużył się modelami ozdobionymi tā moko, tradycyjnym tatuażem maoryskim.

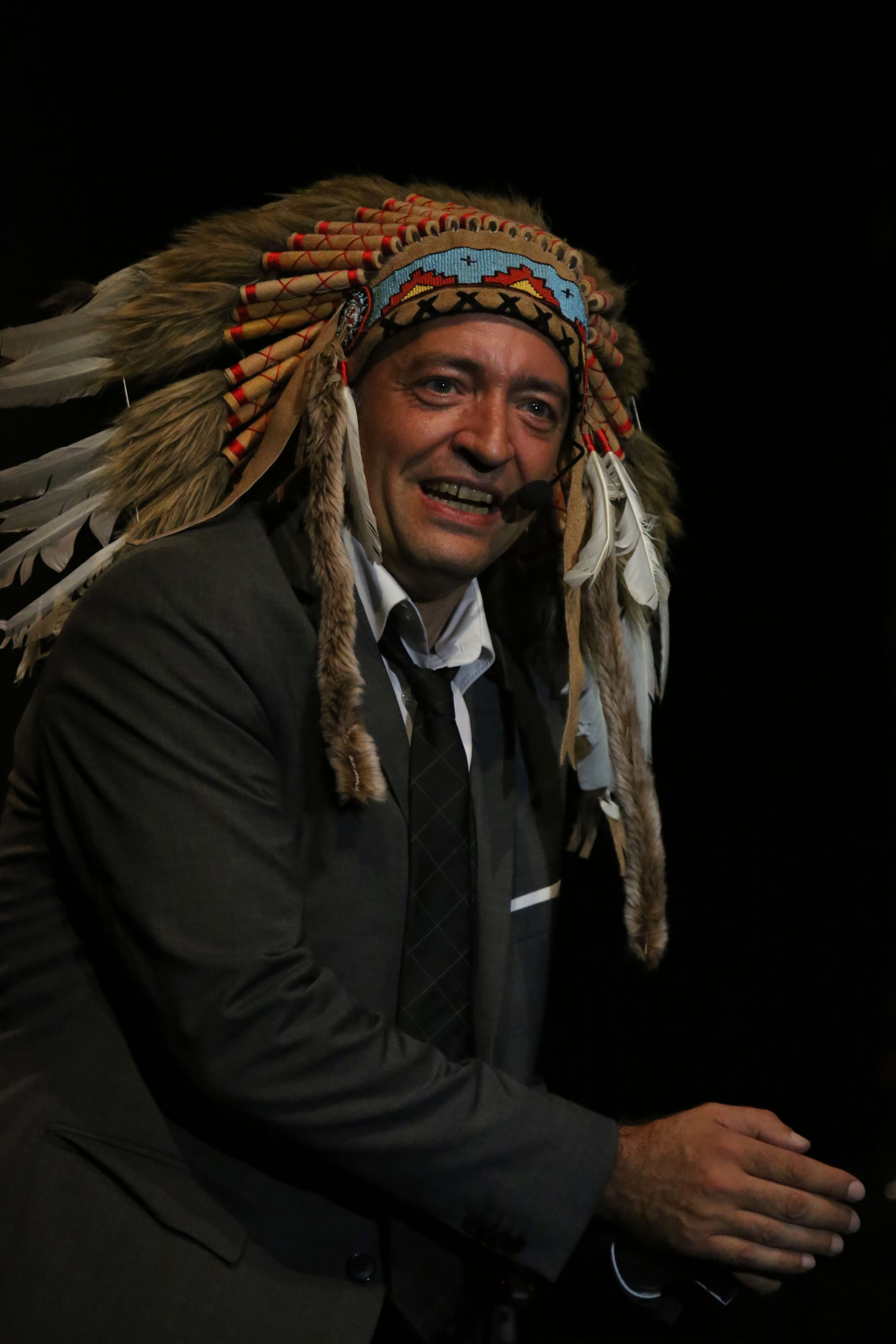
Niemiecki komik Rainald Grebe w 2014 roku

#### Pióropusze
Marka Victoria’s Secret projektująca bieliznę została skrytykowana za to, że modelka Karlie Kloss podczas Victoria’s Secret Fashion Show 2012 w Nowym Jorku wyszła na wybieg w pióropuszu. Potem sytuacja powtórzyła się przy stroju innej modelki na Victoria’s Secret Fashion Show w 2017 roku w Szanghaju. Dla rdzennych grup etnicznych Ameryki Północnej pióropusz to święty znak i symbol prestiżu społecznego, przeznaczony wyłącznie dla wodzów danych społeczności. Założenie go przez półnagą białą dziewczynę uznano za profanację.
Noszenie pióropuszy przez osoby z kultur, które tradycyjnie tego elementu nie używały, ze względu na ich przynależność do sacrum, Joanna Gierak-Onoszko przyrównuje do sprzedawania monstrancji czy kielichów mszalnych w sklepach z pamiątkami. Podobnie krytykowane jest noszenie ich przez uczestników festiwali muzycznych, popularne np. na festiwalu Coachella. W Polsce za opublikowanie zdjęć w pióropuszach krytykowani byli Małgorzata Rozenek-Majdan i Radosław Majdan, którzy potem za nie przeprosili.

### Film

#### The Walt Disney Company
Za liczne przywłaszczenia kulturowe krytykowany jest m.in. Disney, który od ekranizacji klasycznych europejskich baśni przeszedł do przekładania na język filmowy opowieści z kultur mniejszości lub z krajów globalnego Południa. Do najczęściej wymienianych przywłaszczeń kulturowych w filmach Disneya należą m.in. Aladyn (1992, dodatkowo krytykowany za orientalizację, stereotypizację oraz mieszanie kultur arabskich z kulturami Dalekiego Wschodu), Pocahontas (1995, krytykowany też za stereotypowe przedstawienie rdzennych Amerykanów oraz romantyzację tragicznej historii prawdziwej „Pocahontas”), Mulan (1998, krytykowany również m.in. za przekształcenie historii Hua Mulan pod wartości zachodnie), Vaiana (2016, krytykowany też za niegodne przedstawienie Māuiego z hawajskiej mitologii oraz stereotypowe i obraźliwe powiązanie Hawajów z kokosami, podczas gdy określenie „kokos” jest w USA pogardliwym określeniem na mieszkańców tego amerykańskiego stanu).
Przy okazji premiery poszczególnych filmów kontrowersje wzbudzają próby rejestracji przez The Walt Disney Company niektórych fraz jako znaków towarowych. Przy premierze Króla lwa (1994) było to hakuna matata (wyrażenie pochodzące z suahili i oznaczające „nie martw się”), które jest w suahili zwrotem powszechnie używanym. Pod petycją przeciwko rejestracji frazy jako znaku towarowego, autorstwa Sheltona Mpali z Zimbabwe, podpisało się 180 tysięcy osób, co nie zmieniło jednak sytuacji. Sukcesem zakończyła się z kolei akcja protestacyjna przeciwko próbie rejestracji jako znaku towarowego wyrażenia Día de los Muertos (hiszp. „Dzień Zmarłych” – nazwa meksykańskich obchodów Dnia Zadusznego, znajdujących się na liście UNESCO) przed premierą filmu Coco (2017).